# Софіївська сільська рада (Баштанський район)
Софі́ївська сільська́ ра́да — адміністративно-територіальна одиниця та орган місцевого самоврядування в Новобузькому районі Миколаївської області. Адміністративний центр — село Софіївка.

## Загальні відомості
- Населення ради: 2 130 осіб (станом на 2001 рік)

## Населені пункти
Сільській раді підпорядковані населені пункти:
- с. Софіївка
- с. Володимирівка
- с. Володимиро-Павлівка
- с. Улянівка
- с-ще Щорсове

## Склад ради
Рада складається з 14 депутатів та голови.
- Голова ради: Лозовий Сергій Іванович
- Секретар ради Маєвська Анна Анатоліївна

### Керівний склад попередніх скликань
| Прізвище, ім'я, по батькові | Основні відомості                                                                       | Дата обрання | Дата звільнення |
| --------------------------- | --------------------------------------------------------------------------------------- | ------------ | --------------- |
| Одющина Віра Миколаївна     | Сільський голова, 1952 року народження, позапартійна                                    | 26.03.2006   | 31.10.2010      |
| Бурдейна Любов Василівна    | Сільський голова, 1955 року народження, освіта середня спеціальна, член Партії регіонів | 31.10.2010   |                 |
| Лозовий Сергій Іванович     | Сільський голова,1976 року народження,освіта вища                                       | 06.11.2015   |                 |

Примітка: таблиця складена за даними сайту Верховної Ради України

### Депутати
За результатами місцевих виборів 2010 року депутатами ради стали:

#### За суб'єктами висування
| Суб'єкт висування           | Кількість обраних депутатів | %    |
| --------------------------- | --------------------------- | ---- |
| Партія регіонів             | 12                          | 75   |
| Самовисування               | 3                           | 18,8 |
| Комуністична партія України | 1                           | 6,3  |

#### За округами
| № округу                    | Прізвище, ім'я, по батькові     | Дата визнання обраним | Освіта  | Партійна приналежність | Відомості про обраного депутата                       |
| --------------------------- | ------------------------------- | --------------------- | ------- | ---------------------- | ----------------------------------------------------- |
| Комуністична партія України |                                 |                       |         |                        |                                                       |
| 2                           | Небрат Вячеслав Георгійович     | 03.11.2010            | вища    | позапартійний          | приватний підприємець                                 |
| Партія регіонів             |                                 |                       |         |                        |                                                       |
| 1                           | Коренда Вадим Анатолійович      | 03.11.2010            | вища    | член Партії регіонів   | ПП «Люкс Ойл», директор                               |
| 4                           | Ярощук Станіслав Романович      | 03.11.2010            | середня | член Партії регіонів   | приватний підприємець                                 |
| 5                           | Волощук Олена Леонідівна        | 03.11.2010            | середня | член Партії регіонів   | Софіївська сільська рада, головний бухгалтер          |
| 6                           | Скуміна Ірина Миколаївна        | 03.11.2010            | середня | член Партії регіонів   | Софіївська бібліотека, бібліотекар                    |
| 7                           | Ярощук Оксана Миколаївна        | 03.11.2010            | вища    | член Партії регіонів   | Софіївський ДНЗ, завідувачка                          |
| 8                           | Литвиненко Неоніла Георгіївна   | 03.11.2010            | вища    | член Партії регіонів   | тимчасово не працює                                   |
| 11                          | Суфлітіна Галина Михайлівна     | 03.11.2010            | середня | член Партії регіонів   | тимчасово не працює                                   |
| 12                          | Майсакова Марія Степанівна      | 03.11.2010            | середня | член Партії регіонів   | пенсіонер                                             |
| 13                          | Лушпаєнко Василь Олександрович  | 03.11.2010            | середня | член Партії регіонів   | тимчасово не працює                                   |
| 14                          | Симонян Катерина Робертівна     | 03.11.2010            | середня | член Партії регіонів   | Ульянівська бібліотека, бібліотекар                   |
| 15                          | Цупра Володимир Іванович        | 03.11.2010            | середня | член Партії регіонів   | Баштанське лісове господарство, лісник                |
| 16                          | Головченко Олександр Григорович | 03.11.2010            | середня | член Партії регіонів   | приватний підприємець                                 |
| Самовисування               |                                 |                       |         |                        |                                                       |
| 3                           | Распітіна Людмила Миколаївна    | 03.11.2010            | вища    | позапартійна           | Софіївська загальноосвітня школа, заступник директора |
| 9                           | Переста Оксана Миколаївна       | 31.03.2013            | вища    | член Партії регіонів   | ФГ Переста О. М., голова ФГ                           |
| 10                          | Кізілова Анна Андріївна         | 03.11.2010            | вища    | позапартійна           | тимчасово не працює                                   |